# Mit fallocentryczny
Mit fallocentryczny – mit, którego głównym tematem jest penis należący do boga lub bohatera i jego nadprzyrodzone właściwości.
Mity fallocentryczne były niezwykle częste w kulturach przedchrześcijańskich, m.in. w kręgu kultur semickich i śródziemnomorskich. Zwykle poprzez boskiego penisa i pochodzące z niego nasienie stwarzany lub formowany był świat. Sumeryjski bóg Enki, według poematu z trzeciego tysiąclecia, swoim nasieniem napełnił dwie wielkie rzeki Mezopotamii – Tygrys i Eufrat, zapewniając urodzaj. W sąsiednim Egipcie Atum miał stworzyć cały świat poprzez masturbację. W papirusie Bremner-Rhind przypisano mu następujące słowa: Postępowałem z moją pięścią jak mąż (...) kopulowałem ze swą ręką. 
Wokół świętego penisa osnuty został także sztandarowy mit starożytnego Egiptu – opowieść o Izydzie i Ozyrysie. Sam Ozyrys w Księdze umarłych stwierdza: "Ja jestem Ozyrysem (...) sztywnym penisem". 
Cechy fallocentryczne ma także biblijna opowieść o przymierzu z narodem wybranym, które zostało przypieczętowane obrzezaniem, tym samym symbolem związku między Izraelitami a ich Bogiem stał się penis.
Motywy fallocentryczne nie są także obce hinduizmowi. Penis Śiwy jest motywem wielkiej liczby świętych dzieł. Pewien fallocentryzm pojawia się także w buddyzmie. Budda rzekomo miał chowający się członek, przypominający członek konia.